# Mielęcin (powiat pyrzycki)
Mielęcin (niem. Mellentin) – wieś w Polsce położona w województwie zachodniopomorskim, w powiecie pyrzyckim, w gminie Pyrzyce.
W latach 1954–1972 wieś należała i była siedzibą władz gromady Mielęcin. W latach 1975–1998 miejscowość należała administracyjnie do województwa szczecińskiego.
Stara osada pyrzycka położona na żyznych ziemiach o układzie ulicówki, w centrum majdan w kształcie prostokątnie wydłużonego rynku. Przy nim domy wąskofrontowe, a także dom bramny.

## Zabytki i zabudowa historyczna
- kościół Nawiedzenia Najświętszej Maryi Panny,
- stacja kolejowa na linii Pyrzyce-Lipiany (1897 r.) obejmująca budynki z końca XIX w., mur z cegły. Typowa dla budynków kolejowych architektura z końca XIX i początku XX w. (częściowo wyburzona)
- Pałac w Mielęcinie i park pałacowy - dwukondygnacyjny neoklasycystyczny pałac o ceglanym licu na kamiennym cokole z czworoboczną wieżą pięciopoziomową z końca XIX w. otoczony parkiem. Podczas budowy nowego pałacu w końcu XIX w., od drogi do pałacu poprowadzono aleję lipową, przed fasadą pałacu gazon obsadzony szpalerem cisów. W parku krajobrazowym znajduje się staw i strumień, rosną drzewa liściaste i iglaste rodzimego i obcego pochodzenia[5].